# Imany
Nadia Mladjao (Martigues, 5 april 1979), bekend onder de artiestennaam Imany, is een Franse zangeres. Ze komt uit een Comorese familie. Het woord imani betekent geloof in het Swahili (afkomstig van het Arabische woord ايمان - imaan). Haar muziek is een mengeling van folk, blues en soul.
In 2011 bracht Imany haar debuutalbum The Shape of a Broken Heart uit. In 2014 maakte ze de soundtrack van de Franse film Sous les jupes des filles.

## Discografie

### Albums
| Album met hitnotering(en) in de Vlaamse Ultratop 200 albums | Datum van verschijnen | Datum van binnenkomst | Hoogste positie | Aantal weken | Opmerkingen |
| ----------------------------------------------------------- | --------------------- | --------------------- | --------------- | ------------ | ----------- |
| The Shape of a Broken Heart                                 | 2011                  | 21-04-2012            | 55              | 2            |             |
| The Wrong Kind of War                                       | 2016                  | 03-09-2016            | 49              | 6            |             |

### Singles
| Single met eventuele hitnotering(en) in de Nederlandse Top 40 | Datum van verschijnen | Datum van binnenkomst | Hoogste positie | Aantal weken | Opmerkingen                                         |
| ------------------------------------------------------------- | --------------------- | --------------------- | --------------- | ------------ | --------------------------------------------------- |
| Don't Be So Shy                                               | 2016                  | 27-08-2016            | 7               | 18           | Filatov & Karas remix / Nr. 17 in de Single Top 100 |

| Single met hitnotering(en) in de Vlaamse Ultratop 50 | Datum van verschijnen | Datum van binnenkomst | Hoogste positie | Aantal weken | Opmerkingen           |
| ---------------------------------------------------- | --------------------- | --------------------- | --------------- | ------------ | --------------------- |
| Don't Be So Shy                                      | 2016                  | 18-06-2016            | 5               | 21           | Filatov & Karas Remix |

- Bibliothèque nationale de France: cb16523131j (data)
- Gemeinsame Normdatei: 1112568549
- International Standard Name Identifier: 0000 0001 2261 7317
- MusicBrainz: 478fe3cd-c42a-4f0f-86a1-9168041fbf14
- Système universitaire de documentation: 182411230
- Virtual International Authority File: 172459457
- WorldCat: E39PCjrVyMJ7k9jB4ktgfH7q43